# Michal Finger
Michal Finger (ur. 2 września 1993 w Pradze) – czeski siatkarz, grający na pozycji atakującego, reprezentant Czech.

## Sukcesy klubowe
Puchar Niemiec:
- 2015[2], 2017

Liga niemiecka:
- 2015[3]
- 2016, 2017

Superpuchar Niemiec:
- 2016

Liga grecka:
- 2020

Superpuchar Ukrainy:
- 2023[4], 2024[5]

Puchar Ukrainy:
- 2024[6], 2025[7]

Liga ukraińska:
- 2025[8]
- 2024[9]

## Sukcesy reprezentacyjne
Liga Europejska:
- 2018
- 2013

## Nagrody indywidualne
- 2013: Najlepszy atakujący Ligi Europejskiej
- 2018: Najlepszy atakujący Ligi Europejskiej
- 2023: MVP Superpucharu Ukrainy